# SquirrelMail
SquirrelmailはNathan and Luke Ehresmanによって開発が始まったWebメールクライアントのひとつである。PHPで実装されており、IMAP4、SMTPへのアクセスに対応する。

## 概要
- PHPで実装されており、設置が容易。
- プラグインによって機能拡張が容易。
- 英語・日本語を含む50以上の言語に対応する[1]。
- アーカイブによる公式配布のみならず、Debian/UbuntuパッケージRPMパッケージ形式での第三者による配布も行われている[2]。

## 動作環境
- Mac OS X、FreeBSD、Linux等で動作する。
- 基本的にPHPがインストールされていれば動作する。
- 他にIMAP4、SMTPサーバ
- HTML 4.0に対応したウェブブラウザ